# Янков, Вадим Анатольевич
Вадим Анатольевич Янков (1 февраля 1935, Таганрог — 11 марта 2024) — российский математик и философ, участник диссидентского движения.

## Образование и начало общественной деятельности
В середине 1950-х годов учился на дневном отделении механико-математического факультета МГУ. В 1956 году произнёс резкую речь против комсомола и пытался организовать бойкот университетской столовой. За участие в выпуске независимой стенгазеты в 1957 году был отчислен из университета. Позднее восстановлен на заочном отделении, которое окончил в 1959 году. Кандидат физико-математических наук (1964); тема диссертации: «Конечные импликативные структуры и реализуемость формул логики высказываний».

## Учёный
В конце 1950-х годов участвовал в разработке языка АЛЬФА для вычислительной машины М-20 в Отделе программирования, находившемся тогда в Институте математики им. Стеклова АН СССР (затем — Отдел программирования Института математики Сибирского отделения АН СССР).
С 1963 года — на преподавательской работе, до 1968 года — в МФТИ, откуда был уволен после обнародования подписанного им коллективного письма в защиту А. С. Есенина-Вольпина, после этого до 1974 года — преподаватель МАИ.
С 1991 года — в Российском государственном гуманитарном университете: доцент кафедры математики, логики и интеллектуальных систем факультета теоретической и прикладной лингвистики, доцент кафедры логико-математических основ гуманитарного знания отделения интеллектуальных систем Института лингвистики РГГУ. Первоначально читал курсы лекций «Математический анализ», «Алгебра», «Теория вероятностей», «Основы информатики и вычислительной математики», затем — «История философии», «Философия», «Математический анализ», «Дополнительные главы математического анализа».
Специалист в области математической логики (в 1968 году открыл континуальный класс суперинтуиционистских логик), работы учёного оказали значительное влияние на развитие этого раздела науки. Также занимается вопросами истории математики и древнегреческой философии.

## Диссидент
Участвовал в деятельности диссидентского движения. С 1972 года распространял самиздат, в том числе несколько своих статей, которые переправил за границу (они были опубликованы в журнале «Континент» и обнародованы на радио «Свобода»). В 1981—1982 годах написал «Письмо русским рабочим по поводу польских событий» — об истории создания и целях профсоюза «Солидарность».
В августе 1982 года был арестован, 21 января 1983 года по обвинению в антисоветской агитации и пропаганде был приговорен Московским горсудом к 4 годам лишения свободы и 3 годам ссылки. Срок отбывал в Мордовской АССР, ссылку — в Бурятии. Был освобожден в январе 1987 года в порядке помилования, реабилитирован 30 октября 1991 года.
Михаил Ривкин (в молодости — участник диссидентских групп в Москве, в 1980-е годы находился в заключении, в настоящее время живёт в Израиле, раввин консервативного движения в иудаизме) так высказывался о Янкове:
Янков — человек столичный и университетский. В диссидентство его привели не столько чувства, сколько интеллектуальный поиск. Он преподавал математику в педагогическом институте. Меня поразила фантастическая эрудиция Вадима Анатольевича в гуманитарной сфере. Нет такой философской школы, которую он бы не проработал глубоко и основательно. Цитировал (наизусть, разумеется) не только Евангелие, но и „Бхагават-Гиту“ — индийский трактат. Педагог гениальный. Если ему задают вопрос, отвечает серией встречных вопросов, и тот, кто начал обсуждение, сам потом формулирует ответ на свой вопрос. (Платон то же рассказывал о методе Сократа.) Кто оказывается в окружении Янкова, быстро приходит к выводу: только прямой и самостоятельный контакт с текстами позволяет войти в гуманитарные дисциплины… Сегодня Янков пишет серию книг по истории философских идей. Для него философия — единая книга, объединённая целостностью содержания. Этим содержанием, убеждён Вадим Анатольевич, является Божественное откровение, которое знает подъёмы и спады…
Умер 11 марта 2024 года в возрасте 89 лет.

## Основные публикации
- О реализуемых формулах логики высказываний // Докл. АН СССР. — 1963. — Т. 151, № 5. — С. 60-64.
- Построение последовательности сильно независимых суперинтуиционистских пропозиционных исчислений // Там же. — 1968. — Т. 181, № 1. — С. 33-34.
- Конъюнктивно неразложимые формулы в пропозициональных исчислениях // Изв. АН СССР. Сер. мат. — 1969. — Т. 33. № 1. — С. 18-38.
- Математическая логика: Учеб. пособие / Моск. авиац. ин-т. — М., 1974. — 142 с. Соавт. Осипова В.
- Этико-философский трактат // Континент. — 1985. — № 43. — С. 271—301.
- Диалоговая теория доказательства для арифметики, анализа и теории множеств // Изв. РАН. Сер. мат. — 1994. — № 3. — С. 25-30.
- Бесконечность и становление доказательства // Бесконечность в математике: философские и исторические аспекты. — М., 1997. — С. 20-24.
- Становление доказательства в ранней греческой математике: гипотетическая реконструкция // Историко-математические исследования. Сер. 2. — М., 1997. — Вып. 2(37). — С. 200—236.
- Эскиз экзистенциальной истории // Вопросы философии. — 1998. — № 6. — С. 3-28.
- Строение вещества в философии Анаксагора // Вопросы философии. — 2003. — № 5.
- Типологические особенности арифметики Древнего Египта и Месопотамии / Под ред. А. Г. Барабашева // Стили в математике: социокультурная философия математики. — СПб.: РХГИ, 1999.
- Истолкование ранней греческой философии. — М.: РГГУ, 2011. — 852 с.